# آنوبیاس آفزلی
آنوبیاس آفزلی (Anubias afzelii) گونه ای متعلق به تیره گل‌شیپوریان از سرده آنوبیاس است. برای اولین بار توسط هاینریش ویلهلم شات در سال 1857 بر اساس مطالب جمع آوری شده در سیرالئون توسط آدام افزلیوس، که به نام او این گونه نامگذاری شد، به صورت علمی توصیف شد.  جنس آنوبیاس به طور همزمان توصیف شد و   آنوبیاس آفزلی تنها گونه‌ نماد از این جنس بود که به آن تعلق داشت.  تا به امروز هیچ گونه دیگری در جنس آنوبیاس توصیف نشده است، بنابراین آنوبیاس آفزلی اولین گونه از این جنس است که برای علم شناخته شده است. 

## توزیع
غرب آفریقا: سنگال، گینه، سیرالئون و مالی. 

## کاشت
این گیاه زمانی بهترین رشد را دارد که فقط تا حدی در زیر آب باشد و اطراف آن توسط گیاهان دیگر شلوغ نشود. این گیاه برای پالوداریوم گونه بسیار مناسبی است، اما می تواند در آکواریوم های بزرگتر نیز استفاده شود. از آنجایی که رشد بسیار کندی دارد، به نور زیادی نیاز ندارد. محدوده دمایی 22-26 درجه سانتیگراد را ترجیح می دهد. از طریق تقسیم ریزوم می توان آن را تکثیر کرد، اما تکثیر با بذر نیز چندان دشوار نیست. 

## مراجع
1. ↑  Schott, H. (December 1857). "Aroideen Skizzen". Österreichisches Botanisches Wochenblatt (به آلمانی و لاتین). 7 (50): 398–399. doi:10.1007/BF02071618.
2. 1 2 3  Crusio, W. (1979). "A revision of Anubias Schott (Araceae). (Primitiae Africanae XII)". Mededelingen Landbouwhogeschool Wageningen. 79 (14): 1–48.